# 諾萊加嶺
72°39′S 4°3′W / 72.650°S 4.050°W
諾萊加嶺是南極洲的山嶺，位於東部南極洲的毛德皇后地，屬於博格地塊的一部分，處於賽爾科普夫峰的北端，該山峰由挪威的製圖師根據測量和空中照片繪入地圖。